# Macrodes columbalis
Macrodes columbalis là một loài bướm đêm trong họ Noctuidae.